# 2º Reggimento di sostegno AVES "Orione"
Il 2º Reggimento di sostegno aviazione dell'Esercito "Orione" è una unità di supporto tecnico logistico dell'Esercito Italiano, dipendente dal Brigata Sostegno Aviazione dell'Esercito.

## Storia
Costituito nel 1957 con il nome di "2º Reparto riparazioni aerei leggeri esercito", nel 1959 ha assunto la denominazione "2º Reparto riparazioni aviazione leggera dell'Esercito" dopo che gli furono attribuiti anche compiti di manutenzione sugli elicotteri. Centro di costituzione fu lo stabilimento O.A.R.E. (Officina Automobilistica Riparazione Esercito) di Bologna presso cui inizialmente era dislocato. Nel 1958 parte di esso diede origine alla Sezione manutenzione e riparazione aerei nell'attuale sede. Successivamente, nel 1962, il 2° Rep. R.A.L.E. si trasferì definitivamente nella sede attuale dell'aeroporto di Bologna a Borgo Panigale.
L'attuale denominazione risale al 1996, a seguito del riordinamento dell'Esercito. Temporaneamente, dal 3 ottobre 1999 al 1º dicembre 2003, l'aviazione dell'Esercito entrò a far parte dell'Arma di cavalleria e l'unità prese il nome di "2º Reggimento di sostegno cavalleria dell'aria - Orione".
Nel 1990 venne concessa all'unità la bandiera di guerra. Nel 1999, quando l'aviazione dell'Esercito venne temporaneamente inglobata nell'Arma di cavalleria, la bandiera di guerra venne sostituita dallo Stendardo di combattimento.
Il Reggimento, durante la sua storia, ha contribuito con uomini e mezzi alle principali attività nazionali e internazionali dell'Esercito Italiano garantendo l'approvvigionamento e la manutenzione dei mezzi aerei e di supporto dell'aviazione dell'Esercito. Tale attività si svolge fornendo proprio personale a completamento degli organici delle unità operative, oppure con personale fornito per interventi ad hoc.